# Sân bay quốc tế Menara
Sân bay quốc tế Menara (tiếng Ả Rập: مطار مراكش المنارة) (IATA: RAK, ICAO: GMMX) là một sân bay ở Marrakech, Maroc, kết nối với một số điểm châu Âu và thế giới Ả Rập.
Sân bay này có sân đỗ máy bay rộng 125.000 m² có thể chứa 14 máy bay Boeing 737 và 4 Boeing 747.

## Thống kê
| Item           | 2007      | 2006      | 2005      | 2004      | 2003      | 2002      |
| -------------- | --------- | --------- | --------- | --------- | --------- | --------- |
| Số lượt chuyến | 29.246    | 24.613    | 20.689    | 16.112    | 13.843    | 13.078    |
| Lượt khách     | 3.050.916 | 2.648.742 | 2.195.899 | 1.667.267 | 1.368.281 | 1.349.363 |
| Hàng hóa (tấn) | 1.555,07  | 1.307,99  | 2.000,40  | 2.286,86  | 2.092,99  | 2.197,70  |

## Các hãng hàng không và các tuyến điểm
- Aigle Azur (Paris-Orly)
- Air Europa (Barcelona, Madrid, Palma de Mallorca)
- Air France (Paris-Orly)
- Corsairfly (Paris-Orly)
- easyJet (Basel-Mulhouse, Geneva, London-Gatwick, Lyon, Madrid, Milan-Malpensa, Paris-Charles de Gaulle)
- Iberia Airlines (Madrid)
  - operated by Clickair (Barcelona)
- Jet4you (Paris-Orly)
- Jetairfly (Brussels)
- MyAir (Milan-Malpensa, Milan-Orio al Serio, Venice)
- Norwegian Air Shuttle (Oslo)
- Royal Air Maroc (Casablanca, London-Heathrow, Ouarzazate, Paris-Charles de Gaulle, Paris-Orly)
  - operated by Atlas Blue (Barcelona, Basel-Mulhouse, Bologna, Bordeaux, Brussels, Geneva, Lille, London-Gatwick, Lyon, Madrid, Marseille, Milan-Malpensa, Nantes, Nice, Toulouse, Zürich)
- Regional Air Lines (Agadir, Casablanca)
- Ryanair (Dusseldorf-Weeze, Frankfurt-Hahn, Girona, London-Luton, Marseille-Provence)
- Thomsonfly (London-Luton [bắt đầu ngày 1 tháng 10], Manchester)
- transavia.com (Amsterdam, Paris-Orly)